# Voskobiinîkî, Șîșakî
Voskobiinîkî (în ucraineană Воскобійники) este localitatea de reședință a comunei Voskobiinîkî din raionul Șîșakî, regiunea Poltava, Ucraina.

## Demografie
Componența lingvistică a localității Voskobiinîkî
     Ucraineană (97,51%)
     Rusă (1,32%)
     Alte limbi (0,88%)
Conform recensământului din 2001, majoritatea populației localității Voskobiinîkî era vorbitoare de ucraineană (97,51%), existând în minoritate și vorbitori de rusă (1,32%).